# Белый Берег (Киевская область)
Белый Берег (укр. Білий Берег) — село, входит в Вышгородский район Киевской области Украины.
Население по переписи 2001 года составляло 61 человек. Занимает площадь 7 км².

## Местная власть
07200, Київська обл., Вишгородський р-н, смт Іванків (укр.)

## Галерея

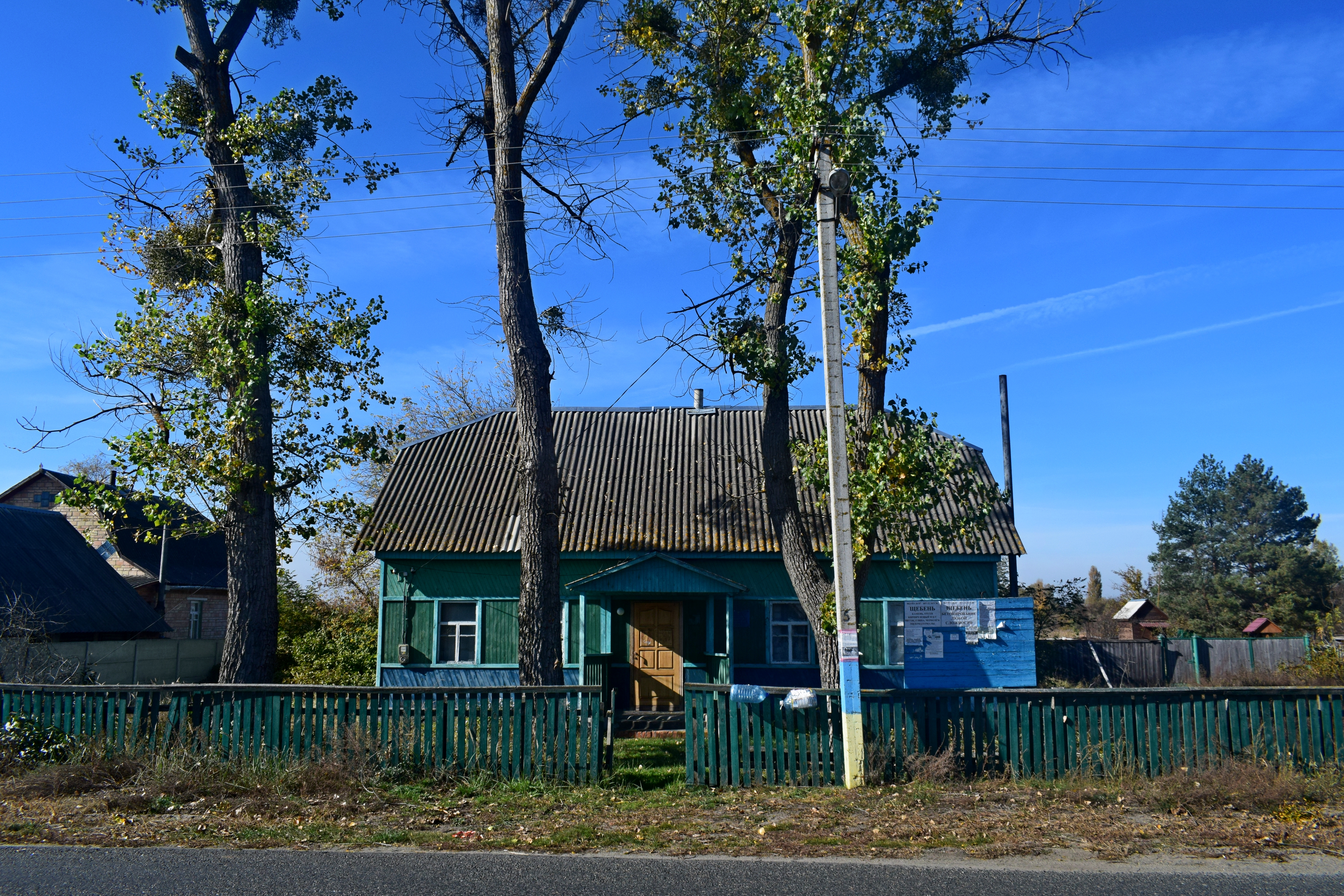
Фельдшерский пункт и акушерская амбулатория
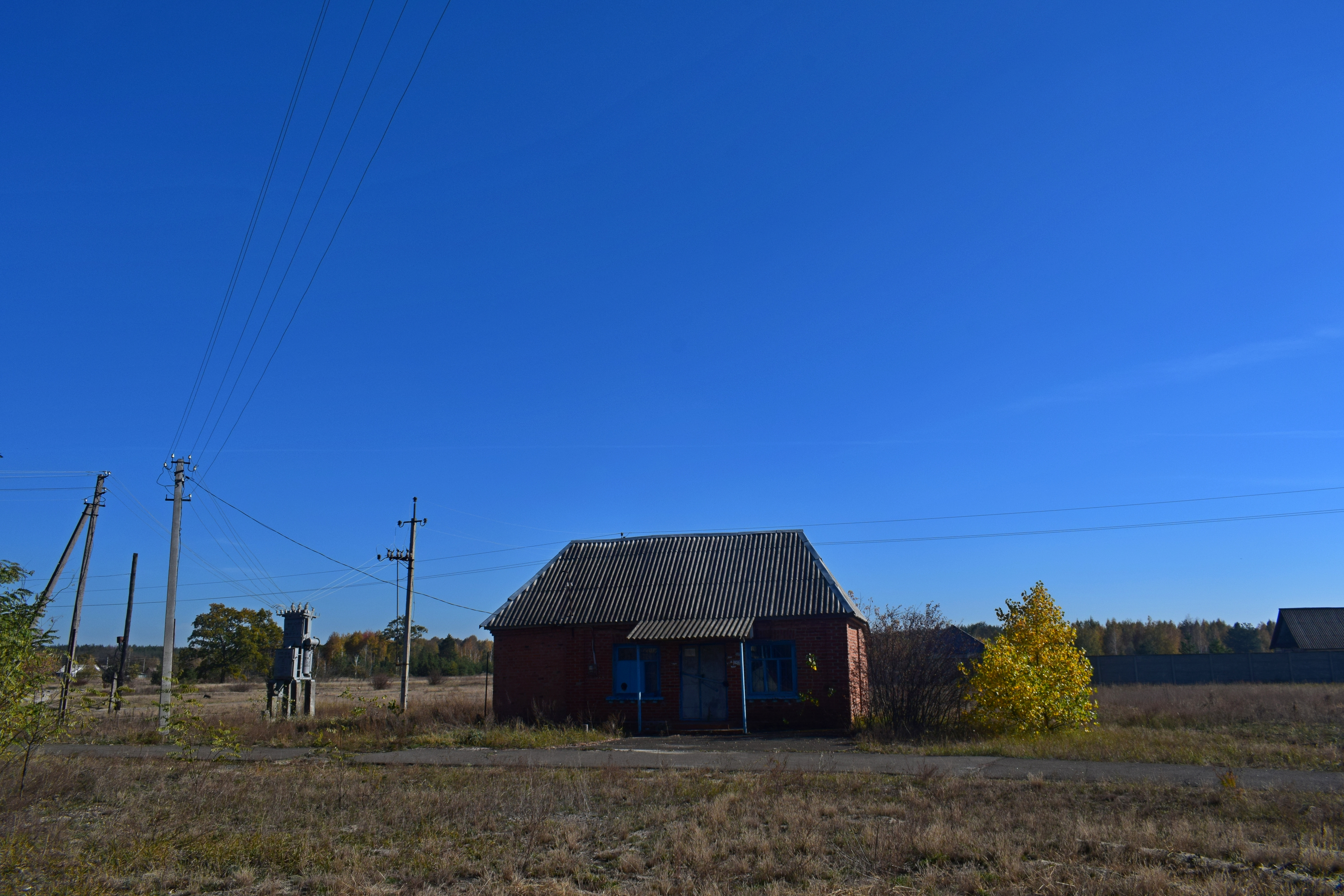
Магазин
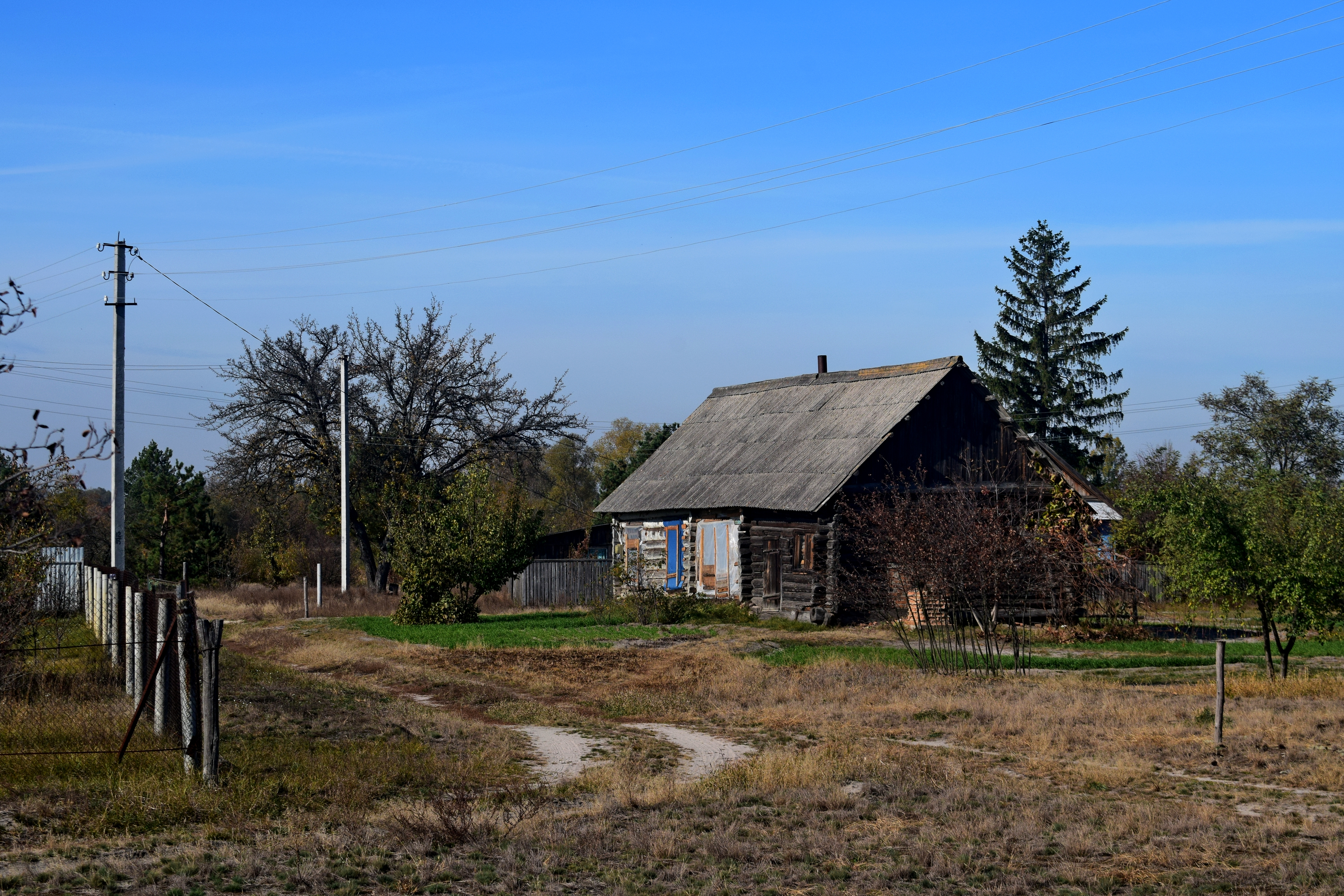
Деревянный дом
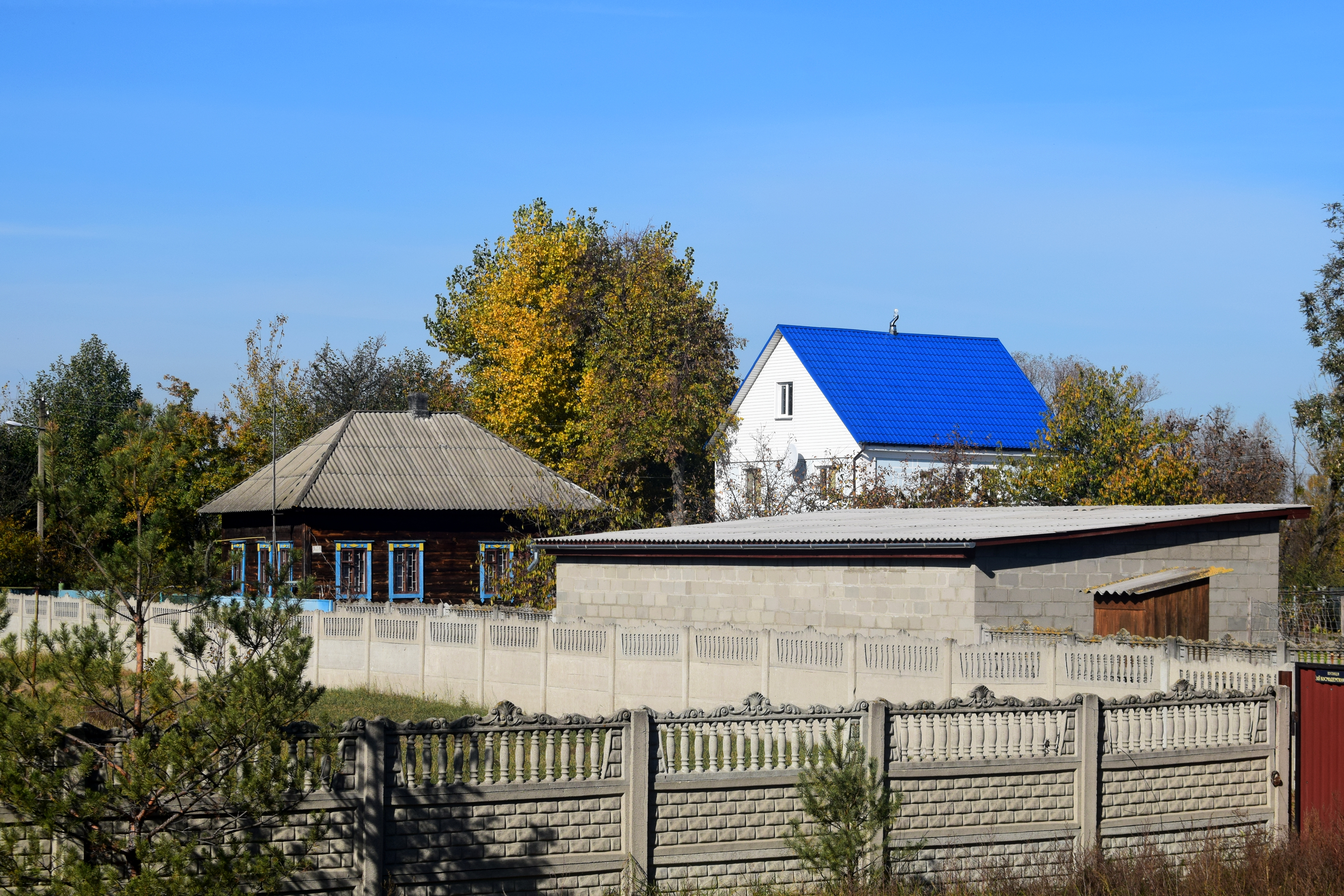
Деревянный дом
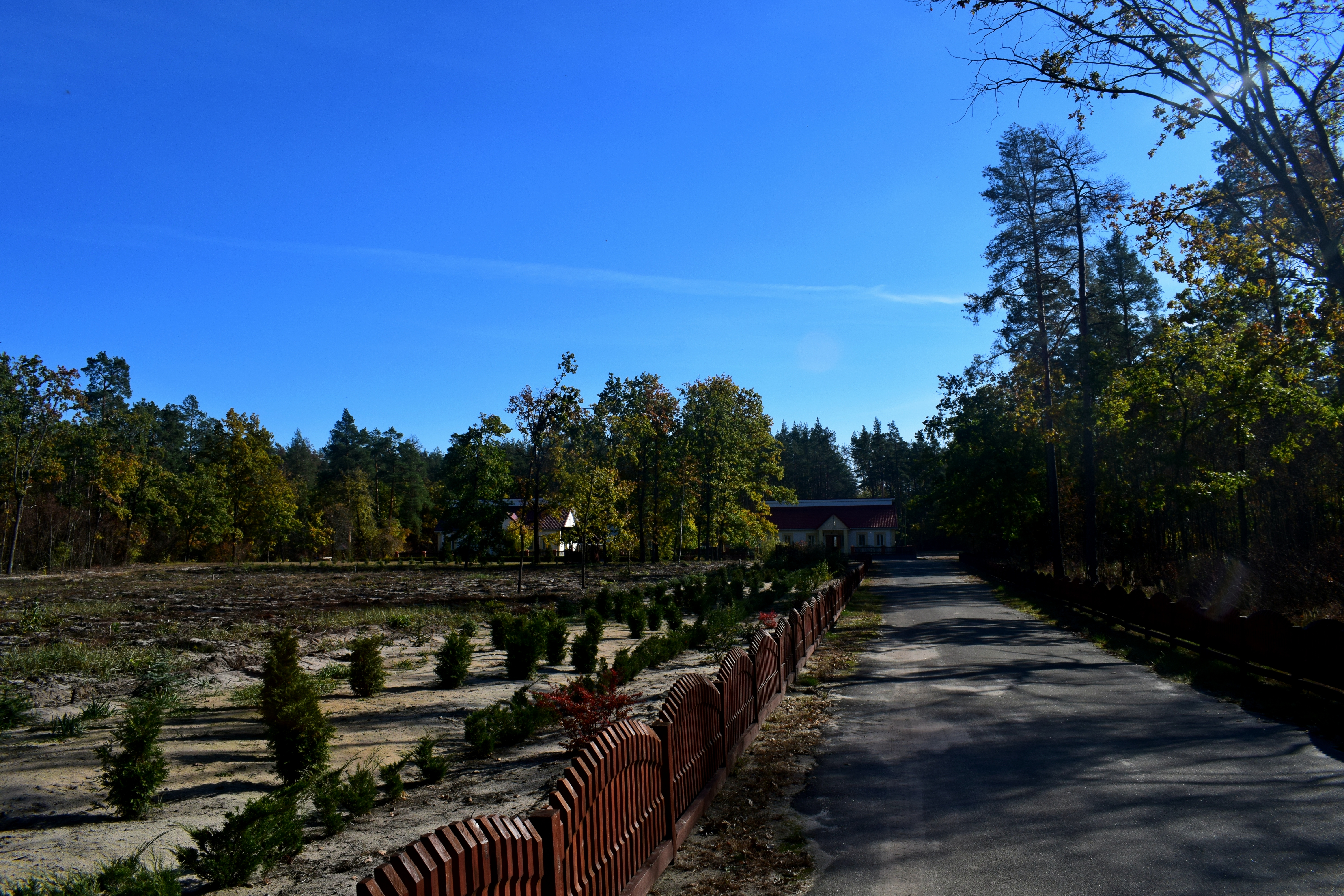
Белобережское лесничество
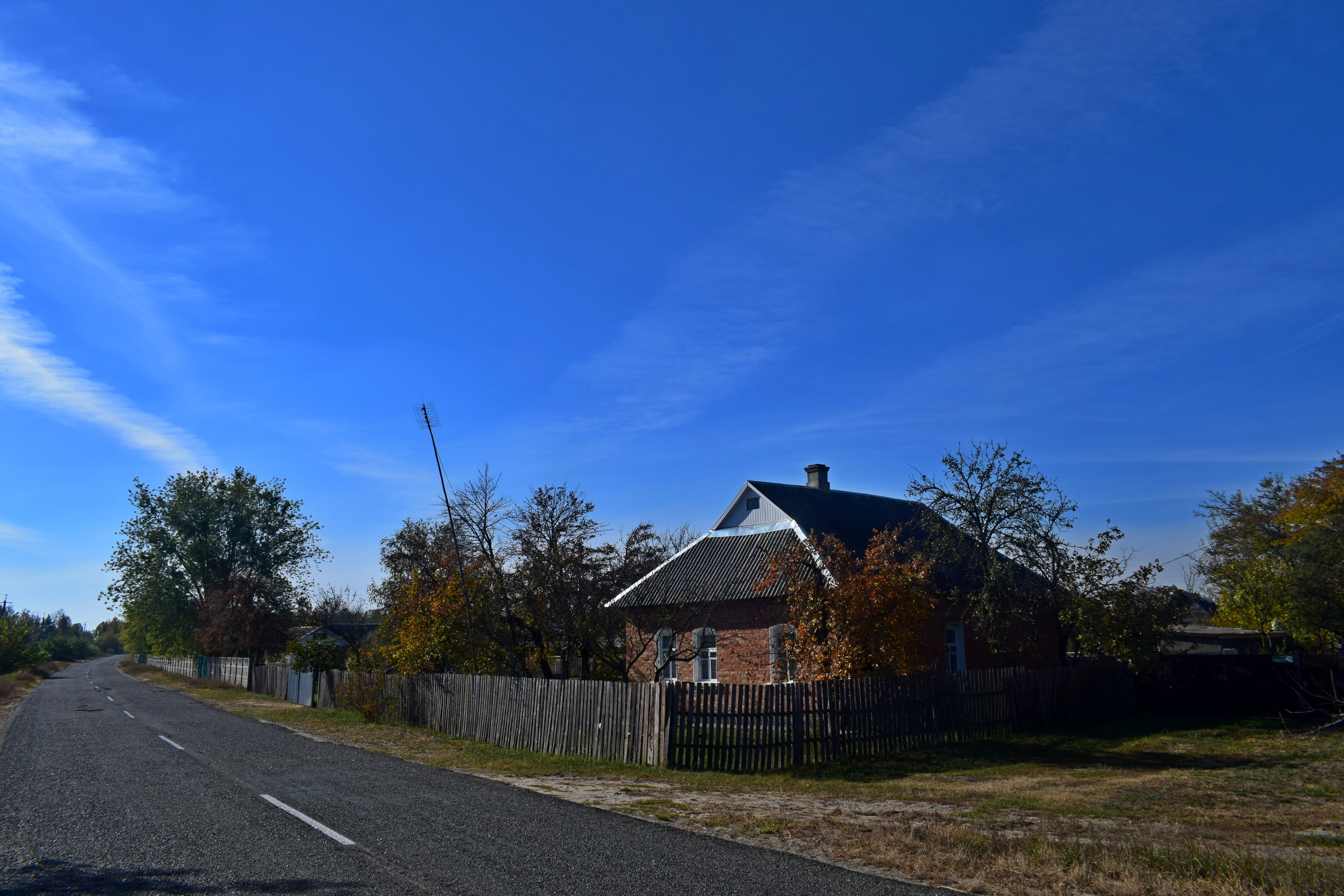
Улица Зои Космодемьянской
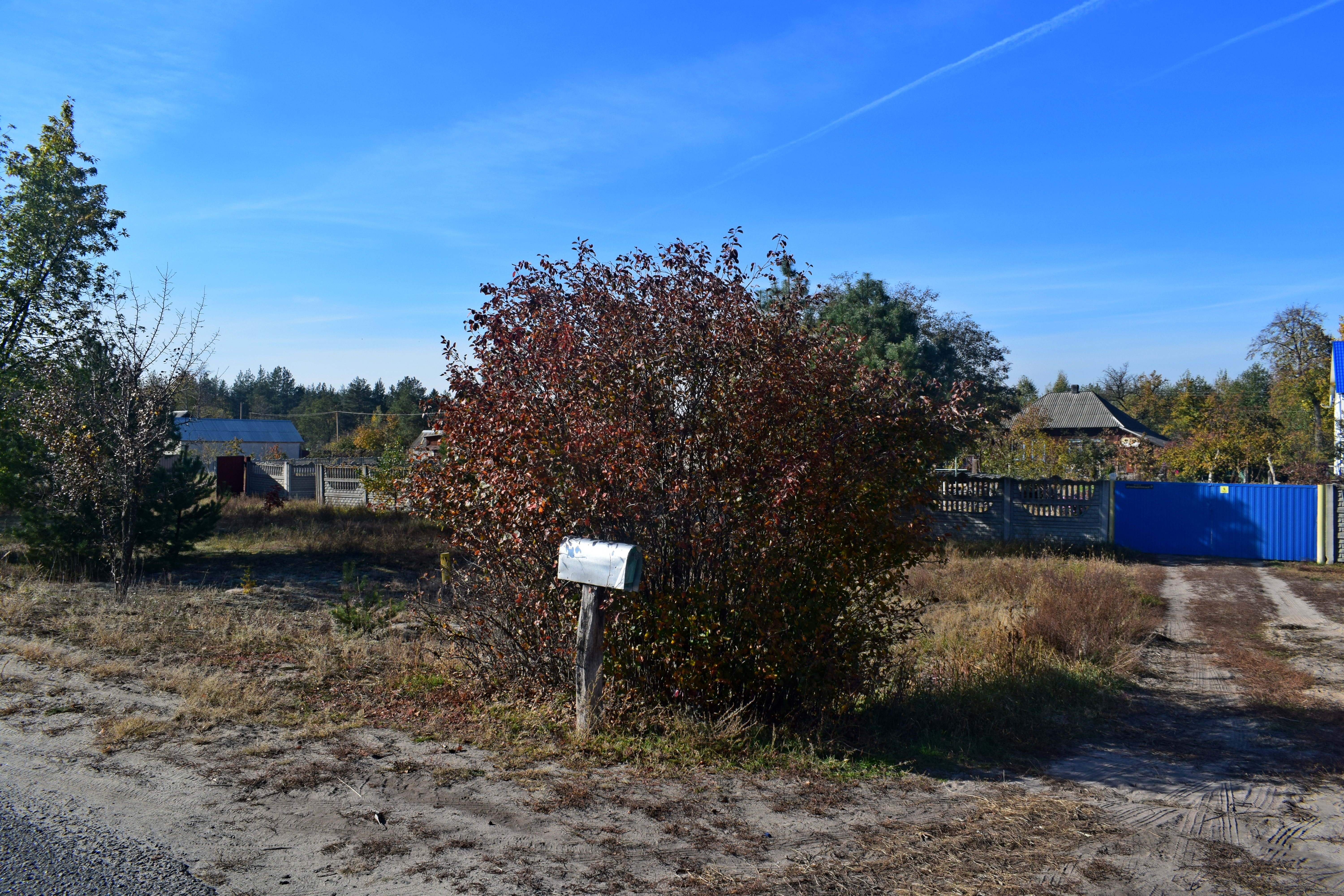
Почтовый ящик, как в Америке
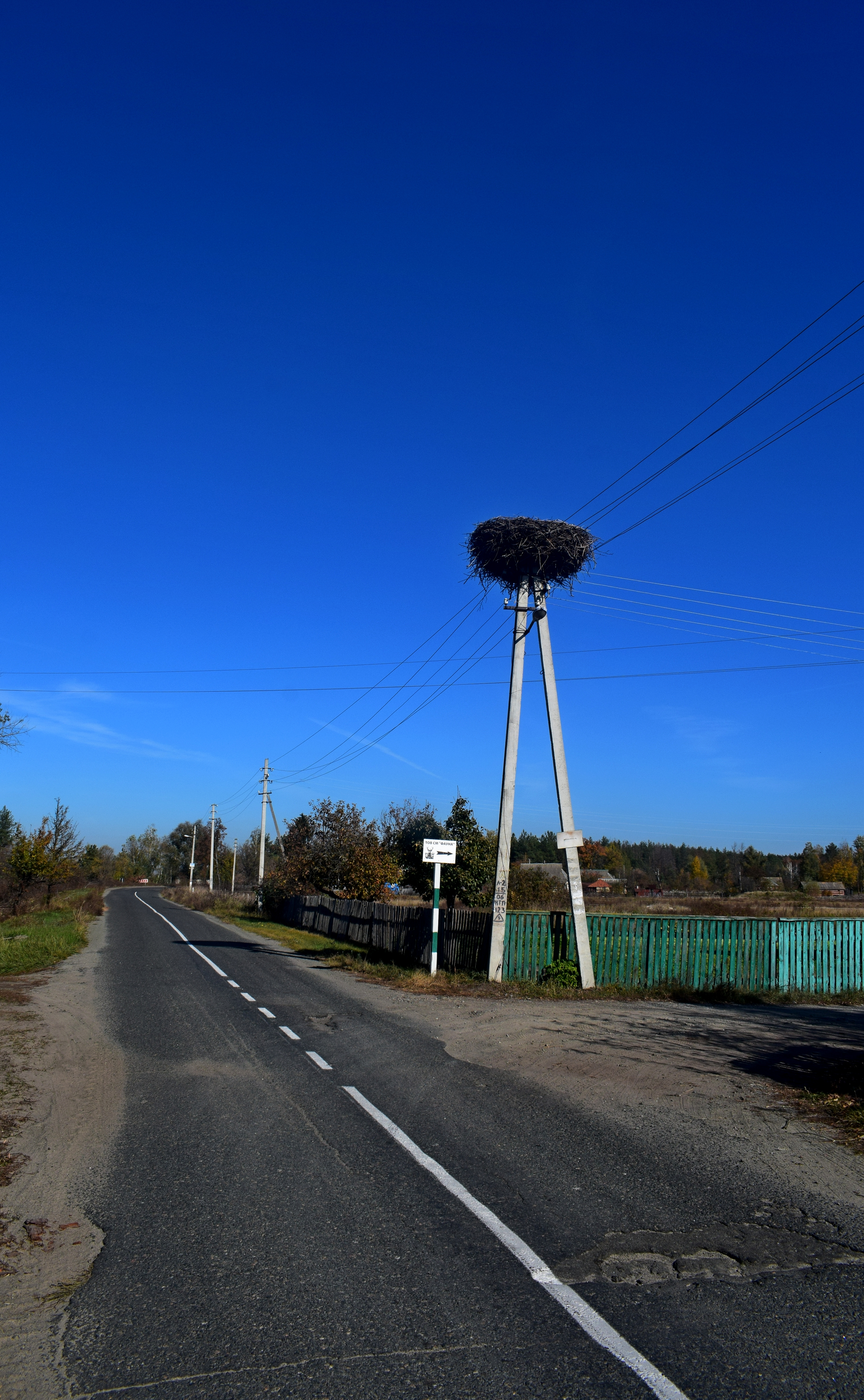
Гнездо аиста
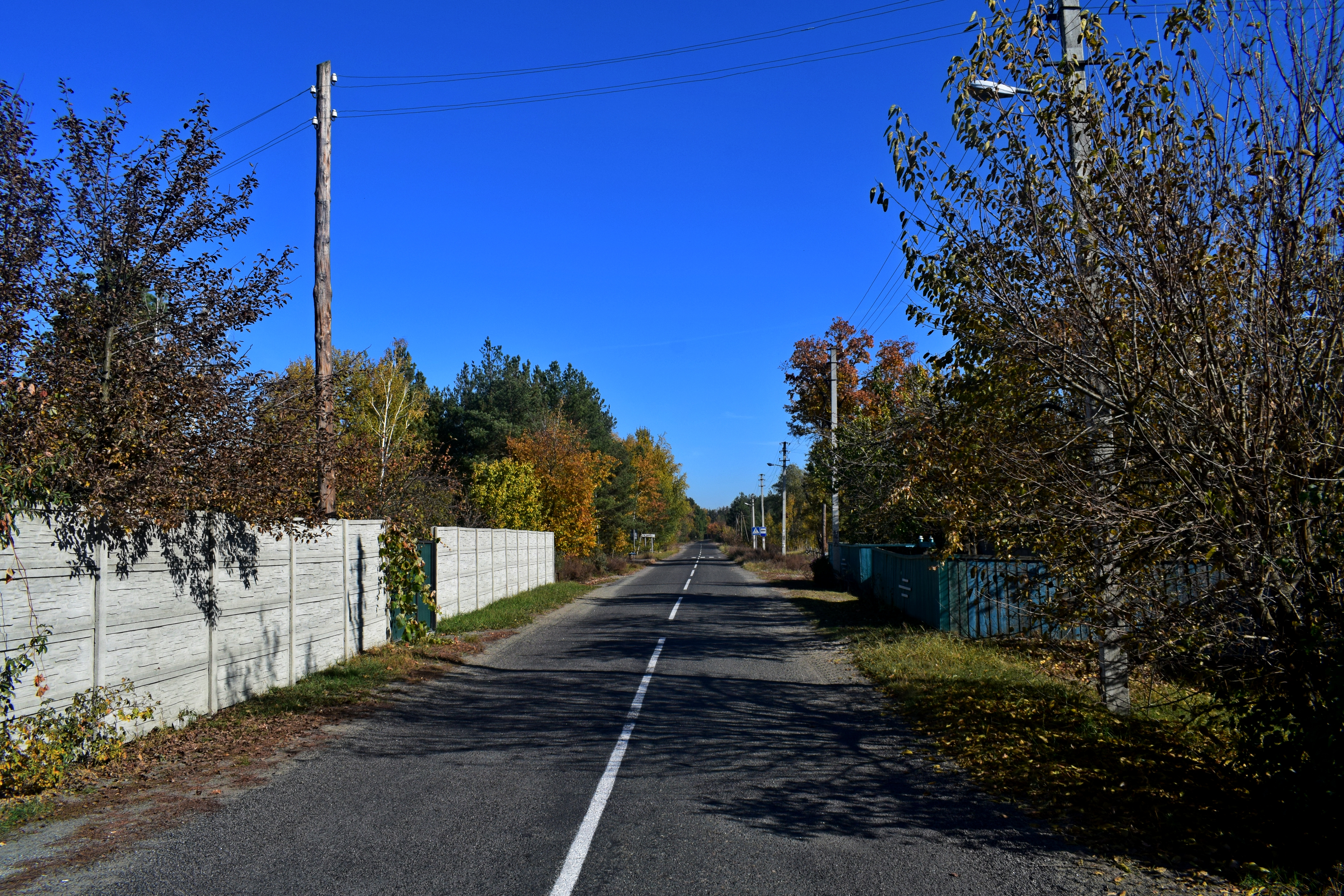
Северная окраина села